# Brocchinia vestita
Brocchinia vestita är en gräsväxtart som beskrevs av Lyman Bradford Smith. Brocchinia vestita ingår i släktet Brocchinia och familjen Bromeliaceae. Inga underarter finns listade i Catalogue of Life.